# بنهاوزن
بنهاوزن (به آلمانی: Bennhausen) یک شهر در آلمان است که در دنرسبرگکرایس واقع شده‌است. بنهاوزن ۱۴۸ نفر جمعیت دارد.